# Marian Keyes
Marian Keyes (Limerick, 10 de septiembre de 1963) es una novelista irlandesa, considerada una de las fundadoras del Chick lit. Su primera novela Claire se queda sola se publicó en Irlanda en 1995. Ha vendido millones de copias de sus libros, los cuales se han traducido a más de 30 idiomas.

## Biografía

### Antes de escribir y «Claire se queda sola» (1995)
Nació en Limerick, al oeste de Irlanda, y se cría en Dublín. En alguna ocasión ha descrito su infancia como un momento idílico e inocente en su vida. Después de cursar el instituto, y tras no conseguir plaza para estudiar periodismo en la Universidad, estudió derecho en el University College de Dublín, donde se graduó en 1983. Como dice en su libro Bajo el edredón, a este título le dio "un buen uso yendo a Londres para trabajar de camarera", porque consideraba que era el trabajo que merecía. Marian Keyes siempre ha admitido tener una autoestima bajísima.
En efecto, pese a que pronto encontró un trabajo de oficinista, repetidas depresiones la empujaron a tener cada vez más problemas con el alcohol, con el que siempre había tonteado desde los 14 años. Es en ese momento de desorden, cumplidos ya los 30 (1993), cuando empezó a escribir relatos sin una idea clara de llegar a escribir una novela. Su vida estaba en la peor de las crisis y se vio obligada a ingresar en un centro de rehabilitación para toxicómanos. 
Keyes suele decir que se convirtió en escritora "por accidente", ya que envió sus relatos cortos a un editor pensando que jamás obtendría respuesta, mintiendo sobre una novela que ni siquiera había comenzado, pero ellos contestaron, adivinando su talento potencial, y se la reclamaron. Fue entonces cuando comenzó a escribir, una vez rehabilitada de su alcoholismo, Claire se queda sola, dando comienzo a su carrera como novelista. Claire se queda sola refleja todo ese abandono en el que estaba sumergida.

### Primeros pasos: «Lucy Sullivan se casa» (1996)
Su primera novela se vendió muy bien. El primer contrato con la editorial Poolbeg era para tres libros, pronto firmaría para cinco. Lucy Sullivan se casa salió en Irlanda en septiembre de 1996 y se mantuvo como número uno en ventas durante nueve semanas.
Varias editoriales de Gran Bretaña se interesaron por su trabajo, pero al final optó por publicar en una modesta, la editorial Reed, por miedo a verse abrumada por proyectos a gran escala.
Para entonces ya se estaba hablando de un nuevo género literario llamado chick lit, un género escrito por mujeres jóvenes que trataba temas actuales, conflictos de hoy, siempre desde el punto de vista femenino y con un aire alegre. Literatura de la mujer de hoy, profesional y activa. El nombre de Marian Keyes empezó a citarse junto al de Helen Fielding, que acababa de publicar El diario de Bridget Jones. Marian Keyes inauguraba su carrera literaria con dos títulos de éxito, y al mismo tiempo estaba fundando con otras escritoras de su generación una nueva forma de literatura.

### Cambio de registro: «Rachel se va de viaje» (1997)
Justo acababa de empezar su carrera literaria y ya quiso imprimirle un giro. En otoño de 1997 acababa de volver a Dublín y aparece en las librerías Rachel se va de viaje. Pese a ser una continuación de Claire se queda sola, segunda parte de la saga de las Hermanas Walsh, cambia completamente el tono y se vuelve más duro, mucho más trágico. Aunque contiene momentos cómicos, elemento fundamental de su estilo, es sin duda el libro más serio de toda su carrera, reflejo de su adicción al alcohol y del traumático paso por el centro de rehabilitación.
Tuvo alguna mala crítica porque algunos no comprendieron el significado de un cambio de registro tan difícil y al mismo tiempo tan sincero. Sin embargo tuvo un considerable éxito de ventas, e incluso la productora Disney le ofreció la posibilidad de verlo adaptado en una película. De su viaje a los EE. UU. para negociar la adaptación partiría la siguiente novela de la saga de las Hermanas Walsh Maggie ve la luz, escrita cuatro años después.

### Los sufrimientos de la escritora: «Por los pelos» (1999) y «Sushi para principiantes» (2000)
Marian Keyes comenzaba a vivir los conflictos de todo autor consagrado. En Por los pelos, terminado en las navidades de 1998, sentía como si traicionara a los personajes que poblaban sus novelas anteriores, hasta el punto de llegar a cogerles manía, pero cuantas más páginas iba escribiendo más se borraban esos prejuicios y más cariño sentía por ellos. Por los pelos terminó siendo una novela positiva, viva, una visión entusiasta de un tema tan complejo como el de la enfermedad.
Esta vez vino desde Francia una oferta para hacer una versión cinematográfica de la obra. Aceptó, y aunque las localizaciones fueron muy distintas a las originales y la lengua era el francés, Marian Keyes quedó muy satisfecha con el resultado.
Con Sushi para principiantes sufrió mucho durante su redacción. Fue un parto costoso, pero es también quizás su obra más madura. Sushi para principiantes, publicada en el año 2000, significó también otro cambio de tendencia en la obra de la escritora. Si antes sus novelas trataban de chicas, ahora eran mujeres las protagonistas; los personajes eran mucho más complejos, y el humor estaba más trabajado.
Eran los sufrimientos del creador, pero también era el paso definitivo para acercarse a la literatura con mayúsculas, para sentirse una escritora, pero sin llegar nunca a perder su estilo personalísimo. 
En Sushi para principiantes creó a Ashling, un personaje en el que se vio reflejada desde el principio por esa capacidad de vivir las cosas intensamente, por su preocupación por los demás, por esa ansia por crear a su alrededor una serenidad y una simpatía absolutas.

### Siguen las Hermanas Walsh: «Maggie ve la luz» (2002)
En Maggie ve la luz continuó con la saga de las Hermanas Walsh. Después de dedicar un libro para Claire y otro para Rachel, esta vez se decidió por Maggie, la hermana que, al contrario que las demás, hacía siempre las cosas según las reglas. Sin embargo y para continuar con el espíritu de los otros títulos de la saga, Maggie pierde los papeles cuando su matrimonio fracasa y pierde su empleo. Su vida, al fin y a la postre, no era como había calculado.
Como se comentaba más arriba, Maggie ve la luz es fruto de su viaje a los EE. UU., de sus paseos por Los Ángeles, del descubrimiento de ese aislamiento que sufren los habitantes de una ciudad inhóspita y despiadada como cualquier gran capital estadounidense. En efecto, la novela trata de la incomunicación, de la ruptura de toda vía de contacto, de la deshumanización.

### La literatura de la experiencia: «¿Quién te lo ha contado?» (2004)
¿Quién te lo ha contado? está ambientada en el mundo editorial, en sus experiencias en ese terreno, aunque ha recalcado que no trató de reflejar su vida. Con esta obra empezó a disfrutar de verdad de la escritura, y recuerda su redacción como uno de los momentos más placenteros de su vida.
Tuvo que emplearse a fondo en el conocimiento del mundo editorial, su fauna, sus costumbres, la actividad interna como la organización de eventos y la relación a veces miserable con los escritores. Si hay algo que se acerca a la vida de Marian son algunos acontecimientos lamentables, tratados con ironía, como la firma de libros de una autora a la que nadie presta atención.

### Siguiente estación para las Hermanas Walsh

#### «¿Hay alguien ahí fuera?» (2006)
Con ¿Hay alguien ahí fuera? se retomaba, cuatro años después, la saga de las Hermanas Walsh. Se volvía a hablar de corazones rotos, soledad y depresión, pero como siempre todo cubierto de una ligera capa de comedia, locura y los desastres cotidianos de la familia Walsh. En este caso, Anna Walsh fue el centro de la obra. Anna se enfrenta a las acometidas de la vida y retrata cómo tiene que salir adelante a sus 29 años, casi como cuando tuvo que hacerlo la propia Marian Keyes. Por eso no es erróneo pensar que cada novela de la saga refleja un aspecto crítico de la personalidad y las vivencias de la escritora.
Los inicios de la redacción no fueron sencillos. El tiempo se alargaba y veía cómo la novela estaba caminando hacia derroteros demasiado tristes. Faltaba algo, esa pizca de ironía que salpicaba el resto de la saga. Cuando ya estaba casi terminada tuvo la ocurrencia de invadir la trama con las alocadas historias detectivescas de Helen, la hermana pequeña, para conseguir el contrapeso cómico. Escribió esa vertiente desenfadada, ese argumento paralelo, en un solo día, consiguiendo el equilibrio perfecto para terminar la novela con éxito.

#### Los libros de las Hermanas Walsh
Las novelas de Marian Keyes no suelen estar escritas como series, ni tampoco tienen secuelas ni precuelas, con la excepción de lo que se ha conocido entre su círculo de seguidores como la serie de las Hermanas Walsh. Aunque no es oficialmente una serie, ya que cualquier lectura de los libros anteriores o posteriores en publicación no afectaría para la comprensión de la trama o el seguimiento de los personajes, se recomienda leerlas en orden de aparición, ya que brinda un mejor fondo acerca de las motivaciones de los personajes, su manera de ser y actuar, junto con alguna información acerca de los antecedentes.
Las novelas sobre las Hermanas Walsh están escritas en orden cronológico de acuerdo a la edad de las hermanas, comenzando por la mayor, hasta terminar con la menor: Claire Walsh es el personaje principal en Claire se queda sola, Rachel Walsh lo es en Rachel se va de viaje, Margaret en Maggie ve la luz y Anna en ¿Hay alguien ahí fuera?. Cada libro y personaje aborda una temática diferente, la cual gira en torno la superación de una situación difícil y humanamente realista. Acaba de completar la saga con la obra que se centra en la quinta y menor de todas las hermanas: Helen, en la novela Helen no puede dormir.
Lo interesante de la saga radica en que las tramas evolucionan con el tiempo en que fueron escritas, es decir, que la edad de los personajes va sumando los mismos años que Marian Keyes tarda en dar continuidad a la publicación de los títulos. Así, cuando el lector lee ¿Hay alguien ahí fuera?, centrada, como dijimos, en Anna y publicada en 2006, aparece Claire, protagonista del título inaugural Claire se queda sola, de 1995. Si en Claire se queda sola tenía 29 años, en ¿Hay alguien ahí fuera? roza ya la cuarentena.
Este detalle enriquece la serie, le da una dimensión muy humana. Y para el lector resulta un regalo volver a reencontrarse con aquellos personajes que descubrieron en novelas anteriores, pero un poco más mayores. Sabemos de sus vidas, las cuales han transcurrido todos estos años como fuera de campo. Tenemos noticias de ellas momentáneamente, para volver a perderse en una trama sólo adivinada, en ese vacío sin testigos que transcurre entre novela y novela. La sensación que deja tiene un punto de nostalgia, pero también de emoción y alegría. Es como reencontrarse con viejas amigas.
Además, la madre de las Hermanas Walsh, la conocida como Mamá Walsh, también ha ido adquiriendo cierta independencia dentro de la obra de Marian Keyes, a través de un consultorio sentimental cuyas más célebres consultas han aparecido publicadas en Bajo el edredón.

### «Un tipo encantador» (2008) y «La estrella más brillante» (2010)
Con Un tipo encantador quiso probarse a sí misma y quiso probar a sus lectores. Se esmeró en escribir un texto duro, sin concesiones, un retrato difícil y angustioso sobre la mayor lacra que ha caído sobre las mujeres: la violencia de género. Un tipo encantador es un texto complejo, serio, largo. Tan largo que le resultó difícil terminarlo. El resultado fue un nuevo éxito de ventas, lo cual significa que efectivamente Marian Keyes logró su objetivo.
La esperada última novela, que apareció en octubre en lengua inglesa, se ha publicado en español el 12 de febrero de 2010 bajo el título La estrella más brillante.

### «Helen no puede dormir» (2013)
Helen Walsh no cree en el miedo --es un invento de los hombres para conseguir los mejores puestos y más dinero--, pero lo que no puede negar es que el mundo se está desplomando a su alrededor. Es detective privado y tiene cada vez menos trabajo, le van a desahuciar de su piso y ahora vuelve a encontrarse con todos sus demonios.Y uno de ellos es Jay Parker, un exnovio encantador aunque nada fiable, que le pide que localice a un cantante desaparecido. En cinco días, Wayne Diffney tiene que tocar en un concierto muy importante, pero se ha esfumado sin dejar rastro.
La relación de Helen y Jay acabó tan mal que ella se pone enferma solo con oír su nombre. Además, ahora tiene un nuevo novio, Artie Devlin, muy considerado y muy sexy, y con quien se lleva de maravilla... Si no fuera por su exmujer, que siempre está por casa, y por su hijo, que odia a Helen.
Pero ella nunca obedece las reglas, ni siquiera las suyas propias, y su peor enemigo está en su propia cabeza.

## El estilo de Marian Keyes
Su estilo es muy reconocible. Mezcla la comedia con los aspectos oscuros de la vida de las mujeres, como la infidelidad, los complejos de inferioridad, el divorcio, la adicción a las drogas, la viudedad y su duelo, o la violencia doméstica.
Un libro que gira en torno a un personaje con depresión no suena muy divertido, pero Marian Keyes da la vuelta a la tortilla y plantea el problema en tono de comedia. Todos sus libros son diferentes, pero comparten el tema común de gente que está en un mal momento y tienen que salir adelante. Sus novelas hablan de redención. El haber vivido esos mismos malos momentos le da a Marian Keyes la autoridad suficiente para utilizarlos como material narrativo. 
Suelen compararla con Helen Fielding. Ambas empezaron a escribir al mismo tiempo (su segundo libro, Lucy Sullivan se casa salió justo cuando El diario de Bridget Jones despuntaba en las librerías). Ambas son escritoras cómicas que escriben sobre cosas de mujeres corrientes.

## Personalidad
Se declara adicta a los zapatos y pésima en la cocina. Participa en debates televisivos y publica constantemente en la prensa escrita. En la actualidad vive con su marido, Tony (llamado Himself, ‘él mismo’ en su obras de no-ficción), en Dún Laoghaire, pueblo costero cerca de Dublín, después de mudarse de Londres en 1997.

## Novelas
- Claire se queda sola, (Watermelon, 1995)
- Lucy Sullivan se casa (Lucy Sullivan is Getting Married, 1996)
- Rachel se va de viaje (Rachel's Holiday, 1998)
- Por los pelos (Last Chance Saloon, 1999)
- Sushi para principiantes (Sushi for Beginners, 2000)
- Lizzie ha vuelto (No Dress Rehearsal , 2000)
- Maggie ve la luz, (Angels, 2002)
- ¿Quién te lo ha contado? (The Other Side of the Story, 2004)
- ¿Hay alguien ahí fuera? (Anybody out there?, 2006)
- Un tipo encantador (This Charming Man, 2008)
- La estrella más brillante (The Brightest Star, 2009)
- Helen no puede dormir ("The Mistery of Mercy Close", 2013)
- Mi Karma y yo ("The Woman who Stole My Life", 2014)
- "Una pareja casi perfecta" ("The Break", 2017)
- La familia y otros líos ("Grown ups", 2020)
- Otra vez, Rachel (2022)
- El mejor error de Anna

### No-ficción
- Under the Duvet, 2001
- Bajo el edredón (Further Under the Duvet, 2005)
- Salvada por los pasteles, 2012